# Международная Лига Авиаторов
Международная Лига Авиаторов (фр. Ligue Internationale Des Aviateurs) — проект по созданию «воздушной нации» под эгидой Лиги Наций для женевского органа управления международной авиацией. Лига основана в мае 1926 года в Париже как выдающаяся всемирная воздушная организация, включающая в себя большинство выдающихся мировых лётчиков современности, одним из пионеров американской авиации — Клиффордом Хармоном — президентом компании, заявившим, что большинство членов Лиги спонсируют её как «единственную практическую меру по обеспечению мира». Премьер-министр Франции Пьер Этьенн Фланден занял должность вице-президента Лиги.

## Основание и функции
Цель основания Международной Лиги Авиаторов — установить между авиаторами всех стран дружеские отношения, обеспечить взаимопомощь и конкуренцию по общим интересам авиации; поощрять обучение и стремление к новым рекордам и достижениям лётчиков в полётах и воздухоплавании и развивать дух подражания в отношении развития авиации и дела мира
Международной Лигой Авиаторов присуждалось награждение за выдающиеся достижения всем выдающимся лётчикам — Трофей Хармона, который был вручён полковнику Чарльзу Линдбергу (США; в 1927 году), майору Дьёдонне Косту (Франция; в 1929 и 1930 годах), Экенеру, Скотту, Уайли Пост (США; в 1933 году), маршалу авиации Итало Бальбо (Италия; в 1931 году), профессору Пикарду Огюсту (Швейцария, аэростат, в 1931 и 1932 годах), Мюзику, леди Мэри Бейли (Великобритания; 1927, 1928 годы), миссис Амелии Эрхарт (США; в 1932 и 1935 годах), мисс Эми Джонсон (Великобритания; в 1930 и 1931 годах) и другим, а также таким личностям, как: покойный король Бельгии Альберт I, король Испании Франсиско Франко, и многие другие.
Международная Лига Авиаторов включала вклад каждой страны хорошо обученного лётного персонала и оборудования без каких-либо расходов для Лиги Наций до тех пор, пока ВВС не будут призваны в действие. В этом случае международные ВВС будут финансироваться из бюджета Лиги Наций пока напряжённость, вызвавшая чрезвычайную ситуацию, не будет устранена, а воюющие государства должны будут возместить Лиге Наций эти расходы. Даже, если по какой-либо причине Лига Наций окажется без внимания Международной Лиги Авиаторов, тем не менее, крупные державы создают Международный генеральный штаб ВВС за пределами Швейцарии, который является нейтральной территорией и может принять меры по просьбе большинства этих стран.
Максим Горький в своих публицистических статьях конца 1920-х годов в ответ на заявление Лиги о всеобщем разоружении стран писал: «В январе Международная лига авиаторов распространила по Швейцарии воззвание против войны…».